# Titanic-Vals (film)
Titanic-Vals este un film românesc lansat în anul 1965, regizat și scris de Paul Călinescu, după piesa de teatru omonimă scrisă de Tudor Mușatescu. Filmul prezintă destinul unui om obișnuit și onest intrat, fără voie, în malaxorul electoral al vieții politice românești interbelice, care-l manipulează, aducându-l în starea de victimă.
Filmul rămâne unul de referință în cinematografia românească.

## Rezumat
Spirache Necșulescu este un funcționar de pompe funebre din Câmpulung-Muscel. Familia acestuia este formată din soția Dacia, soacra Chiriachița, fetele Gena și Sarmisegetuza (zisă Miza), și băieții Traian și Decebal. Fiind o familie cu o situație financiară modestă, aceștia râvnesc la bogăție, excepție de la această dorință de avuție făcând doar Spirache și Gena. În oraș, din cauza situației financiare, lui Spirache i se refuză comenzile de la cârciumi și este luat peste picior deseori de concetățeni, în special de cei mai bogați decât el.
Fratele lui Spirache, domn înstărit, pleacă la Constantinopol cu vaporul pe Marea Neagră. Membrii familiei Necșulescu, în special soacra și soția, își exprimă îngrijorarea fățarnică cum că vaporul se va scufunda precum Titanicul, categorisind evenimentul drept o „splendidă catastrofă”.
Miza rămâne însărcinată cu un locotenent care, la aflarea veștii, pleacă din oraș cu un cortegiu funerar plătit din banii primăriei, așa că aceasta se vede nevoită să se căsătorească cât mai repede. Un pretendent la mâna ei este Dinu, care este de mult timp îndrăgostit de Miza. Însă, în același timp, și sora ei Gena este îndrăgostită de Dinu. În cele din urmă, Miza îl pune pe Dinu să o ceară in căsătorie, iar acesta acceptă. Miza îi spune să fie prezent la cină pentru a face publică relația. Însă, Gena se oferă să o ajute, propunându-i acesteia să plece la Târgoviște pentru a naște, iar copilul să i-l dea ei. Gena își va asuma nașterea copilului, scăpând-o astfel pe Miza de rușine, iar Dinu îndrăgostindu-se de Gena la Târgoviște, se va însura cu Gena.
Între timp, fratele lui Spirache moare într-un naufragiu, iar averea acestuia îi revine lui Spirache. Fără voia sa, familia lui Spirache încearcă să-l facă deputat pentru a îmbogăți familia. Din banii moșteniți de la fratele lui Spirache, soția Dacia plătește înscrierea pe listele de votare a lui Spirache, dar și mituiește alegătorii pentru a-l vota pe Spirache. În plus, familia ordonă și construirea unei fântâni arteziene cu prognoză de vreme, dar care se dovedește inexactă încă de la primul fenomen meteorologic.
Între timp, avocatul fratelui lui Spirache sosește la casa funcționarului pentru a anunța că, în urma unui testament recent, toată averea îi va reveni primului său nepot nou-născut, adică copilului Mizei. Dacia încearcă să îl mituiască pe avocat pentru a face pierdut testamentul, dar acesta refuză categoric. Gena se întoarce acasă împreună cu copilul, un copil cu care acum toată lumea se poartă frumos și pe care îl îngrijește. Bineînțeles, Miza își dorește acum copilul înapoi. Toată lumea este surprinsă la aflarea veștii că Miza este mama copilului, cu excepția lui Spirache, care știa adevărul, deoarece tatăl copilului îi trimisese cu ceva timp în urmă o scrisoare în care îi povestise tot ce s-a întâmplat. În cele din urmă, locotenentul revine la Câmpulung.
La final, Spirache rupe afișele electorale cu el însuși, iar în fața alegătorilor ține un discurs scurt în care cere populației să nu-l voteze, deoarece nu se consideră un candidat potrivit pentru nevoile lor. Lumea, sătulă de promisiuni electorale neonorate, apreciază enorm sinceritatea lui Spirache și îl votează masiv pe funcționar. Acesta câștigă detașat alegerile. Familia Necșulescu se îndreaptă cu trenul spre București pentru ca Spirache să fie învestit în funcție. Însă, pe drum, aceasta coboară într-o stație și află din presă că întregul guvern a fost demis din cauza unui scandal cu textile, ceea ce rezultă în eliberarea din funcție a lui Spirache. Funcționarul exultă la aflarea veștii și hotărăște să se întoarcă acasă la Câmpulung.

## Distribuție
- Grigore Vasiliu Birlic — Spiridon (Spirache) Necșulescu, funcționar la primărie
- Silvia Fulda — Chiriachița, mama Daciei și soacra lui Spirache
- Kity Gheorghiu Mușatescu — Dacia, soția lui Spirache
- Mitzura Arghezi Cameniță — Gena, fiica din prima căsătorie a lui Spirache
- Lucian Dinu — Traian, fiul cel mare al lui Spirache
- Coca Andronescu — Sarmisegetuza (Miza), fata cea mai mică a lui Spirache, supranumită „Prințesa familiei”
- Liviu Bădescu — Decebal, fiul cel mic al lui Spirache
- Ion Finteșteanu — primarul orașului Câmpulung
- Mișu Fotino — Dinu, funcționar poștal (menționat Mihai Fotino)
- Ion Lucian — Rădulescu Nercea, președintele organizației județene Muscel a Partidului Național Liberal
- Ion Dichiseanu — lt. Gigi Stamatescu, fiul unui colonel
- Florin Scărlătescu — Emilian Procopiu, avocatul lui Tache Necșulescu
- Constantin Rauțchi — Codică, funcționarul bețiv de la primărie
- Horia Căciulescu — flașnetarul
- Mircea Balaban — col. Ticu Necșulescu, comandantul garnizoanei, tatăl lui Gigi
- Ion Punea
- Ștefan Mihăilescu-Brăila — un bătăuș electoral (menționat Ș. Mihăilescu-Brăila)
- Atena Sion
- Tamara Buciuceanu — doica băiețelului Platon
- Carol Kron
- Napoleon Crețu
- Gheorghe Trestian
- Traian Dănceanu
- Eugenia Balaure — Olga, cântăreața acostată de Stamatescu în tren
- Valeria Nanci
- Dinu Ianculescu — judecătorul care aprobă adopția băiețelului Platon
- Gheorghe Negoescu — Năstase, vardist
- Emil Bozdogescu
- Ion Porsilă
- Silvia Colberti
- Constantin Pîrîu
- Bogdan Mușatescu
- Hamdi Cerchez — locotenent, prieten al lui Gigi Stamatescu (menționat Cerchez Hamdi)
- Nicolae Manolescu
- Traian Zecheru
- Cristu Vartanov
- Ștefan Podoleanu

## Primire
Filmul a fost vizionat de 2.800.970 de spectatori în cinematografele din România, după cum atestă o situație a numărului de spectatori înregistrat de filmele românești de la data premierei și până la data de 31 decembrie 2014 alcătuită de Centrul Național al Cinematografiei.
Tudor Caranfil scrie în Dicționar de filme românești că „Viața lui Spirache, funcționar al primăriei din Câmpulung, familist pașnic, e răscolită de lupta electorală. Împins de familie în arena politică, el le declară alegătorilor că nu poate face nimic pentru ei. Seduși de sinceritatea candidatului, electorii îl ung deputat.”